# Колле-д'Анкізе
Колле-д'Анкізе (італ. Colle d'Anchise) — муніципалітет в Італії, у регіоні Молізе,  провінція Кампобассо.
Колле-д'Анкізе розташоване на відстані близько 175 км на схід від Рима, 14 км на південний захід від Кампобассо.
Населення — 815 осіб (2014).
Щорічний фестиваль відбувається 6 серпня. Покровитель — San Sisto.

## Демографія
Населення за роками:

Станом на 1 січня 2023 року в муніципалітеті офіційно проживало 7 іноземців з 4 країн, серед них 4 громадяни країн Євросоюзу.

## Сусідні муніципалітети
- Баранелло
- Бояно
- Кампок'яро
- Сан-Поло-Матезе
- Спінете
- Вінк'ятуро